# Shin hanga

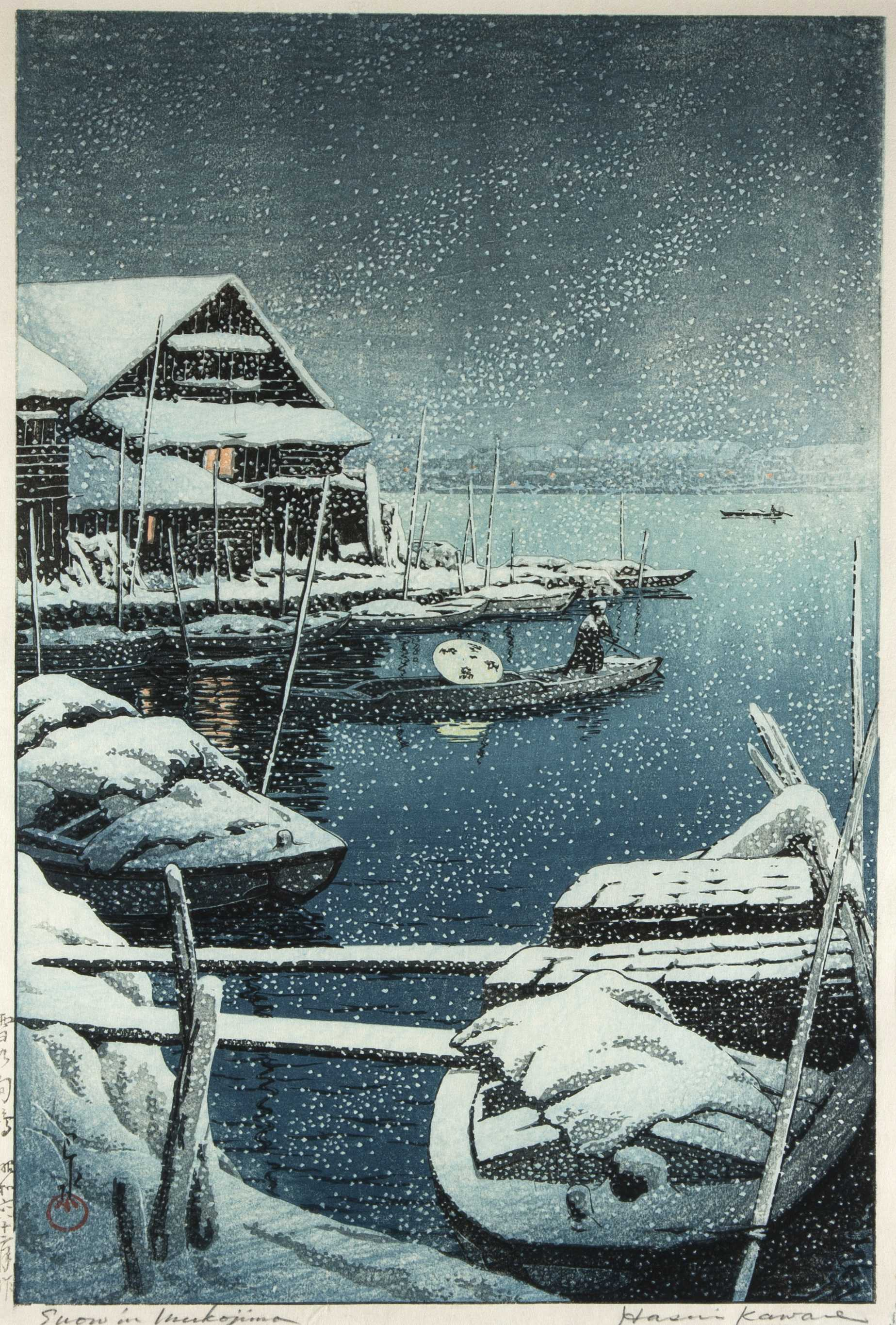
Kawase Hasui (1931)
Sneeuw in Mukojima

Shin hanga (Japans: 新版画, 'nieuwe prenten') is een vorm van prentkunst door middel van houtsnede uit Japan, een vernieuwde voortzetting van de traditionele ukiyo-e.

## Oorsprong en geschiedenis
In 1853 dwongen de Verenigde Staten Japan uit het isolationisme. Er ontstonden wederzijdse culturele invloeden. Japan kreeg toegang tot nieuwe westerse technologieën zoals fotografie en lithografie. Het traditionele Japanse meester-leerling-systeem kwam onder druk te staan door westerse ideeën over kunstonderwijs. De traditionele houtsnede-prentkunst ukiyo-e verloor tegen het einde van de 19de eeuw in hoge mate marktaandeel. De Russisch-Japanse Oorlog begin 20ste eeuw zorgde nog voor een laatste opleving. Daarna beperkte de markt voor de traditionele houtsnede-prentkunst zich vooral tot toeristen.
Er ontstonden twee bewegingen: shin hanga ('nieuwe prenten') en sōsaku hanga ('creatieve prenten'). De shin hanga-beweging bleef op de traditionele manier te werk gaan waarbij een prent uit een samenwerking tussen een uitgever, artiest, houtsnijder en drukker voortkwam. De sosaku hanga-beweging maakte gebruik van dezelfde techniek maar de artiest deed alles zelf. De grens was echter niet altijd even duidelijk. Zo probeerden sommige shin hanga-artiesten de invloed van hun uitgever te beperken en lieten sosaku hanga-artiesten onderdelen van het proces door leerlingen uitvoeren. De conservatievere shin hanga-beweging hield zich aan traditionele onderwerpen, aan de Japanse identiteit, in tegenstelling tot de sosaku hanga-beweging die meer westers gericht was.
In 1923 verwoestte een aardbeving Tokio en zorgde voor een cesuur in de Japanse prentkunst. De aardbeving vond plaats op de middag terwijl er gekookt werd wat tot talloze branden leidde. Enorm veel prenten en houten drukvormen gingen in vlammen op, er verschenen nieuwe uitgevers, en oude uitgevers dienden nieuwe drukvormen en prenten te maken, wat voor verdere vernieuwing zorgde.
Tijdens de Tweede Wereldoorlog liep de productie van prenten terug en na de oorlog verloor shin hanga na een korte heropleving aan inspiratie en belang.

## Beschrijving
Doordat de makers van ukiyo-e overwegend grafici waren speelde zwarte lijnen een belangrijke rol in hun werk. Bij shin hanga waren vooral de kleuren en textuur belangrijk. De makers ervan waren bijna allemaal kunstschilders en trachtten met hun prenten schilderijen na te bootsen. Dankzij nieuwe zwaardere 20e-eeuwse papiersoorten die meer inkt konden opnemen ging dit makkelijker.
In tegenstelling tot de ukiyo-e-prenten waren de nieuwe prenten geen massaproduct meer maar eerder een luxeproduct. Watanabe bijvoorbeeld gaf naast de artistieke prenten nog wel briefkaarten en kalenders uit maar voor alle andere  tevoren door ukiyo-e-uitgevers verzorgde drukwerk werd ondertussen modernere technologie gebruikt. De nieuwe prenten waren meestal groter dan het gebruikelijke ōban-formaat van 38 x 26 cm. Er werden amper nog veelluiken gemaakt.
Erotische (shunga), heroïsche en historische onderwerpen gebruikt in ukiyo-e verdwenen maar in tegenstelling tot de modernere meer kosmopolitische sosaku hanga bleven andere traditionele onderwerpen gebruikelijk in shin hanga:
- Fūkei-ga: landschapsprenten
- Bijinga: prenten van mooie vrouwen
- Yakusha-e: prenten van Kabuki-acteurs
- Kachō-ga: prenten van bloemen en vogels

## Belangrijke figuren

### Watanabe Shōzaburō
De belangrijkste uitgever en drijvende kracht achter de shin hanga-beweging was Watanabe Shōzaburō. Hij ging in 1902 op zeventienjarige leeftijd in de leer bij Kobayashi Bunshichi en begon 1906 zelfstandig uit te geven. Watanabe produceerde prenten van Takahashi Hiroaki en Itō Sōzan en noemde ze shinsaku hanga ('nieuw gemaakte prenten'). Hij probeerde Ukiyo-e nieuw leven inblazen en in Japan terug aan populariteit te doen winnen. Ukiyo-e werd in die tijd vooral uitgevoerd naar het westen. Watanabe vreesde dat de traditionele vaardigheden zouden verdwijnen door toedoen van nieuwe druktechnieken. Hij wilde op een traditionele manier blijven werken maar een nieuwe vormentaal en modernere stijl ontwikkelen.
In 1915 leerde Watanabe het werk van de Oostenrijkse kunstenaar Fritz Capelari kennen op een tentoonstelling in Tokio en ging een samenwerking met hem aan. Ze brachten dat jaar twaalf prenten uit. Later volgde nog enkele prenten maar Watanabe vond de westerse invloed te groot en hun wegen scheidden. Watanabe ging samenwerkingen aan met Hashiguchi Goyō, Itō Shinsui en Kawase Hasui. De invloed van het impressionisme was zichtbaar en de weergave van emotie deed haar intrede in de vrouwenportretten.
In 1916 gaf Watanabe in Japan een aantal luxueuze heruitgaven van de belangrijkste meesters uit de 18de en 19de eeuw uit en in 1917 organiseerde hij een herdenkingstentoonstelling met het werk van Ando Hiroshige. Daarna ontstond volop nieuwe productie. Shin hanga, de nieuwe prentkunst was geboren.

### Kaburaki Kiyokata
Was Watanabe de belangrijkste commerciële drijfkracht van de beweging dan had Kaburaki Kiyokata de grootste artistieke invloed. Kiyokata was de zoon van een belangrijke krantenuitgever en opgeleid door Ukiyo-e-kunstenaars opdat hij de kranten van zijn vader kon illustreren. Kiyokata maakte ook kuchi-e, prenten die in drie gevouwen aan romans werden toegevoegd als verzamelobject. Hij wilde echter liefst kunstschilder worden en richtte een school voor nihonga (schilderkunst in Japanse stijl) op. Watanabe rekruteerde veel van zijn artiesten op die school. De meeste shin hanga artiesten waren naast prentenmaker ook kunstschilder.

### Artiesten
- Hashiguchi Goyō
- Kawase Hasui
- Ohara Koson
- Torii Kotondo
- Itõ Shinsui
- Takahashi Shotei (ook gekend als Hiroaki)
- Itō Sōzan

## Invloed
Steve Jobs was een liefhebber van de Japanse cultuur en van shin hanga. Jobs' esthetiek en voorliefde voor eenvoud en minimalisme, zichtbaar in de Appleproducten, zouden hierdoor zijn beïnvloed.

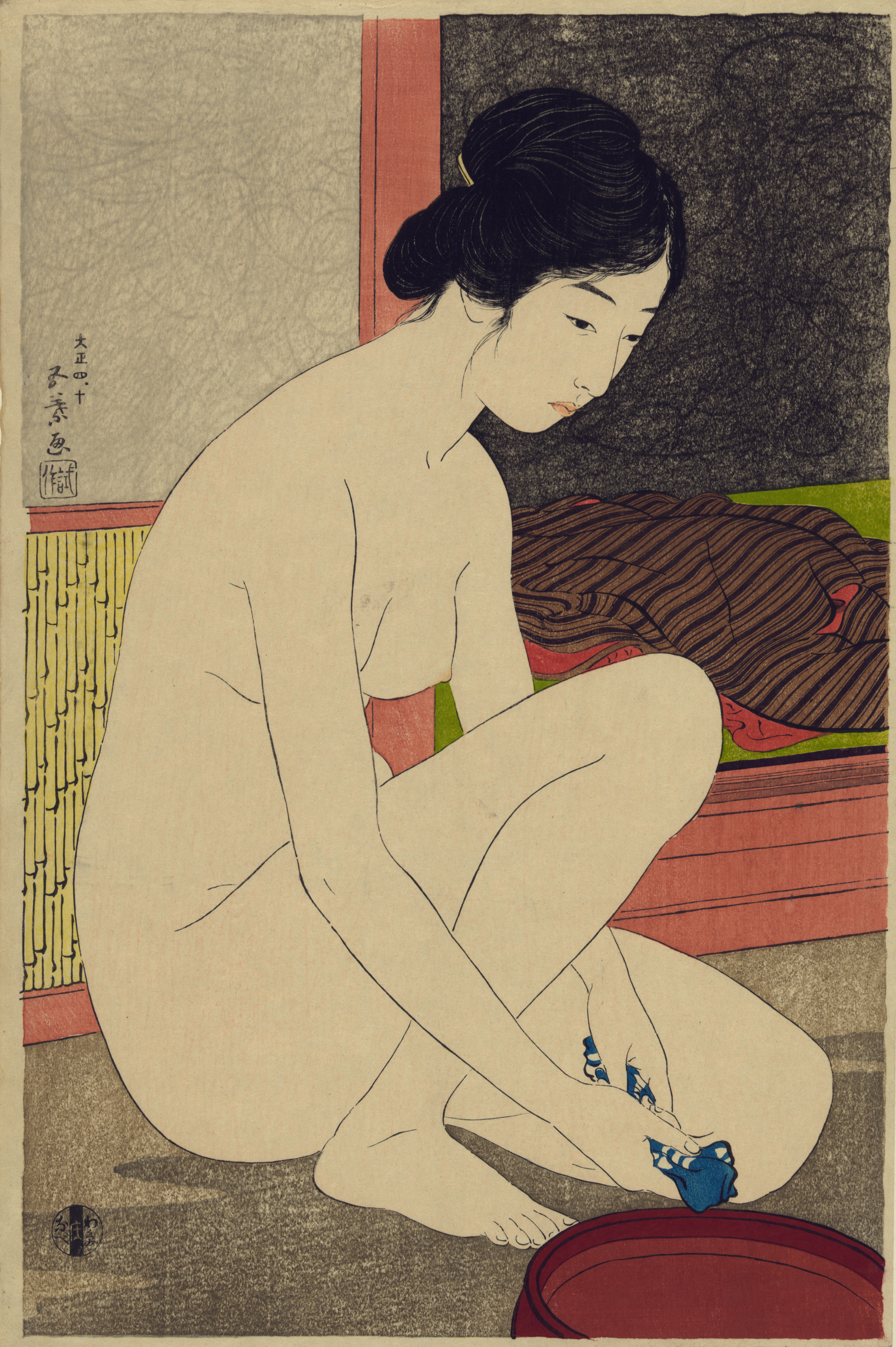
Hashiguchi Goyō (1915) Vrouw bij haar bad
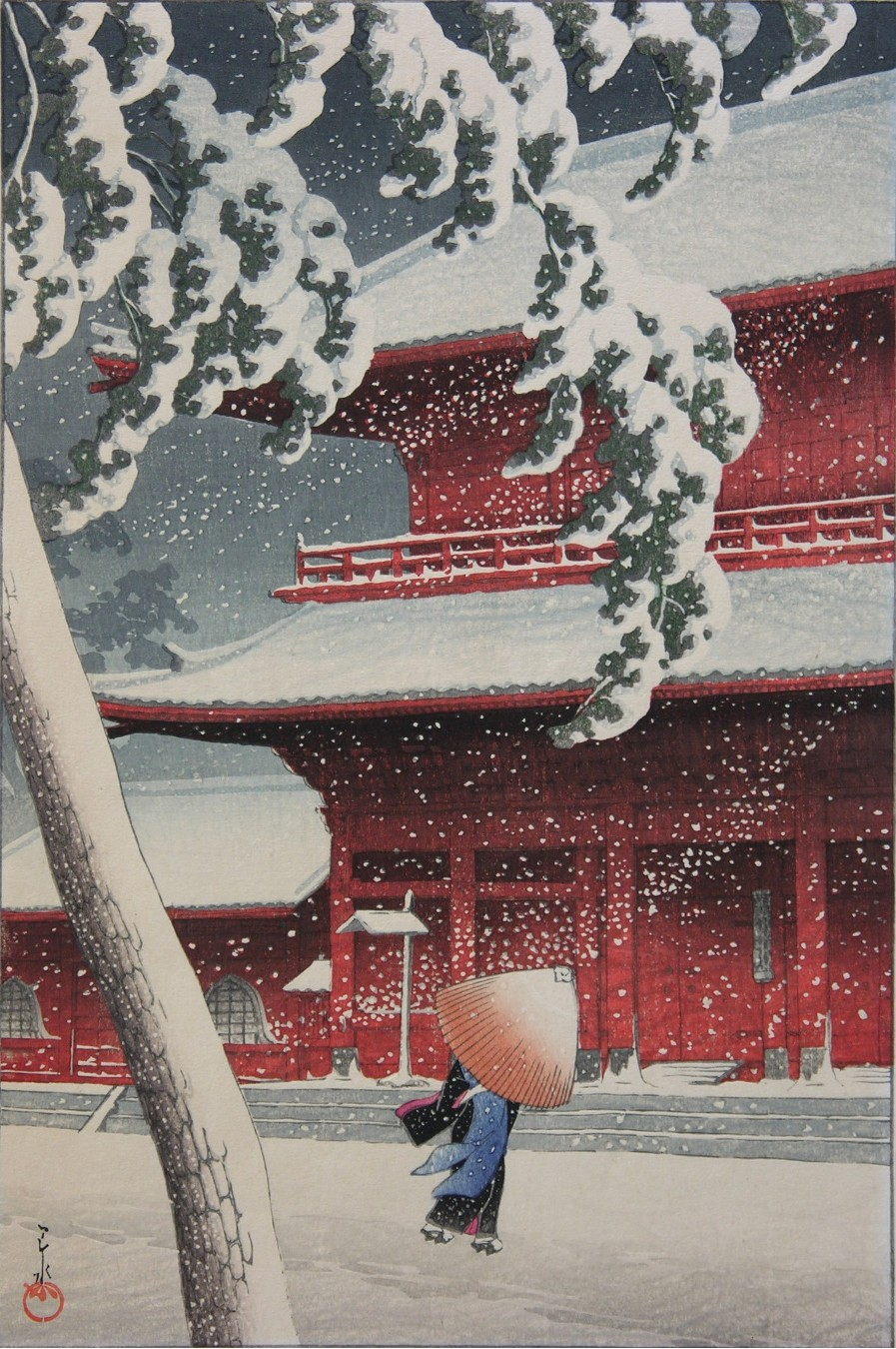
Kawase Hasui (1925) Shiba Zōjōji
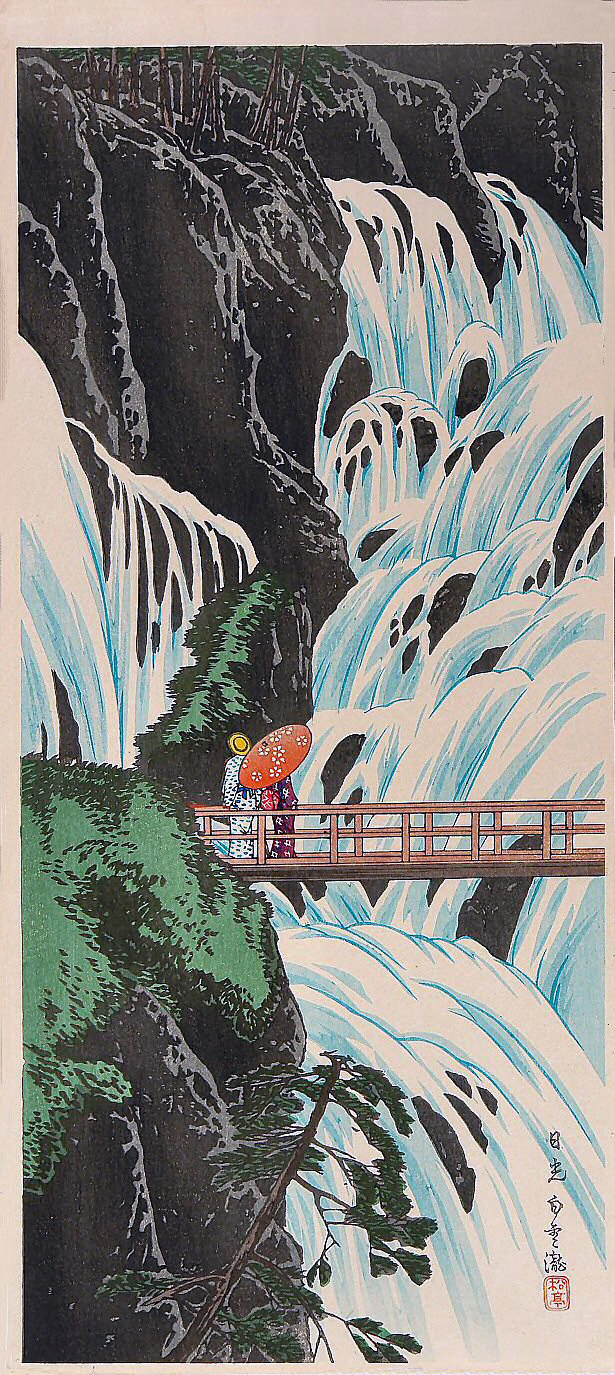
Takahashi Shōtei Brug over waterval, in Nikkō
Ito Shinsui
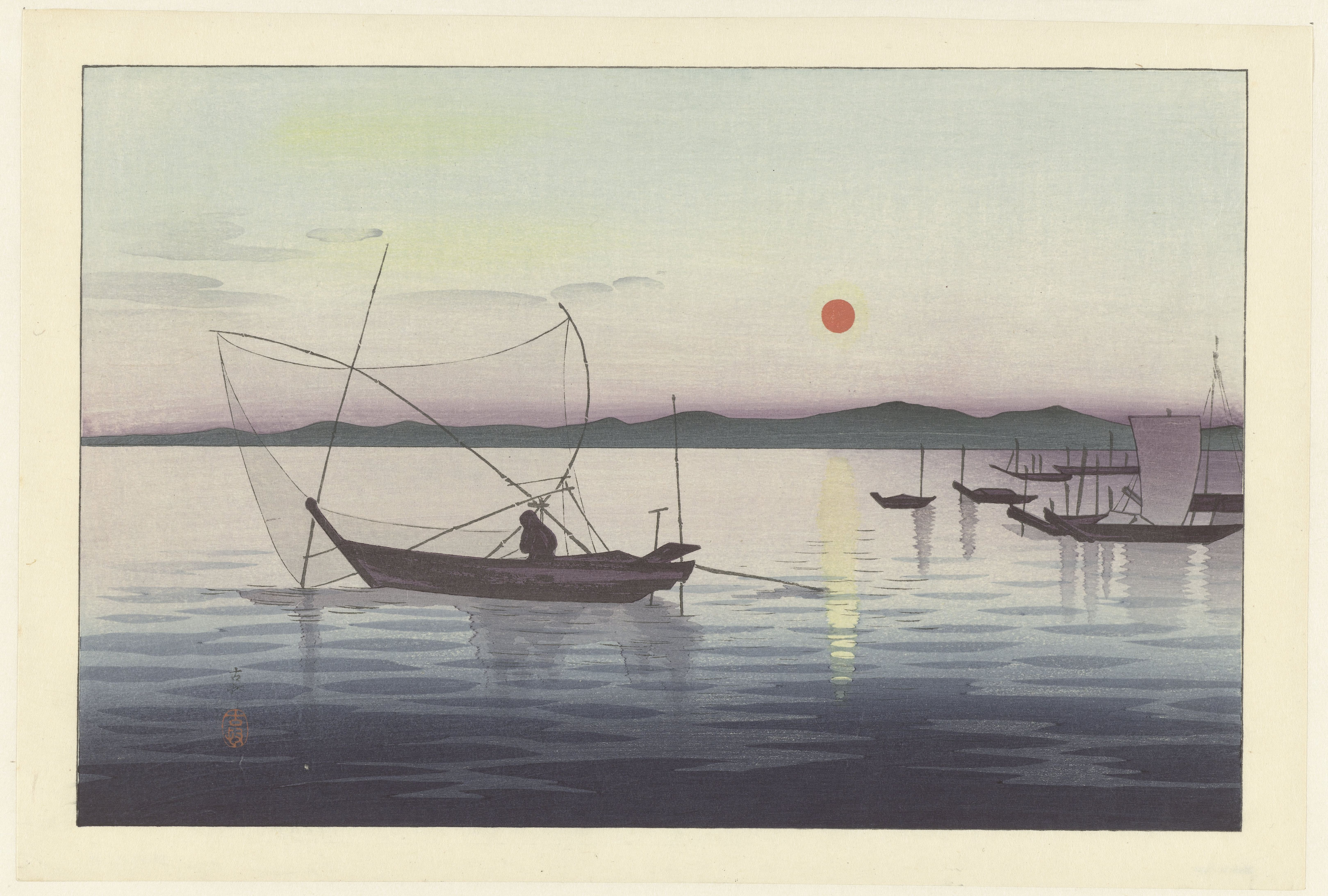
Ohara Koson Boten en ondergaande zon
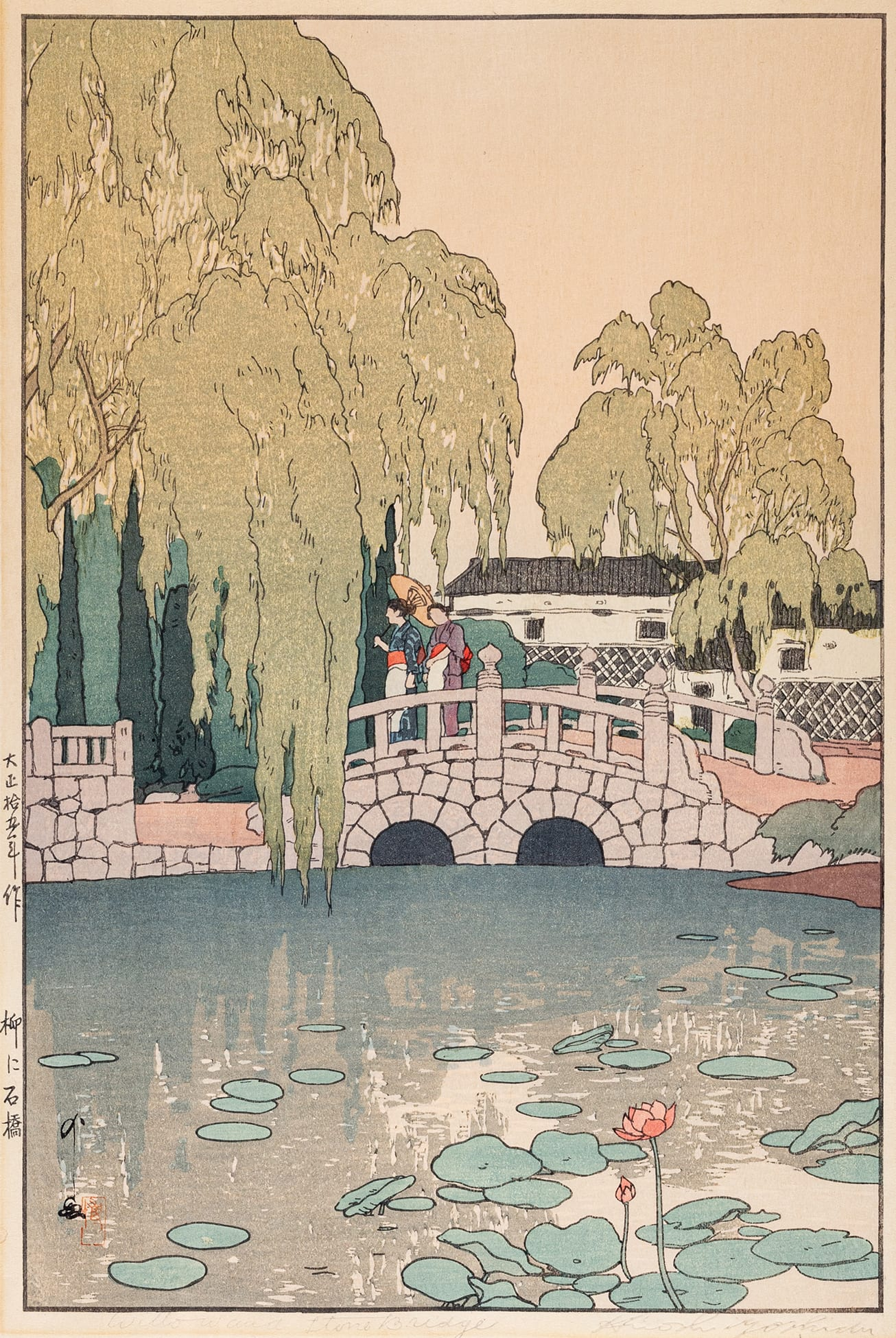
Hiroshi Yoshido Wilg en stenen brug
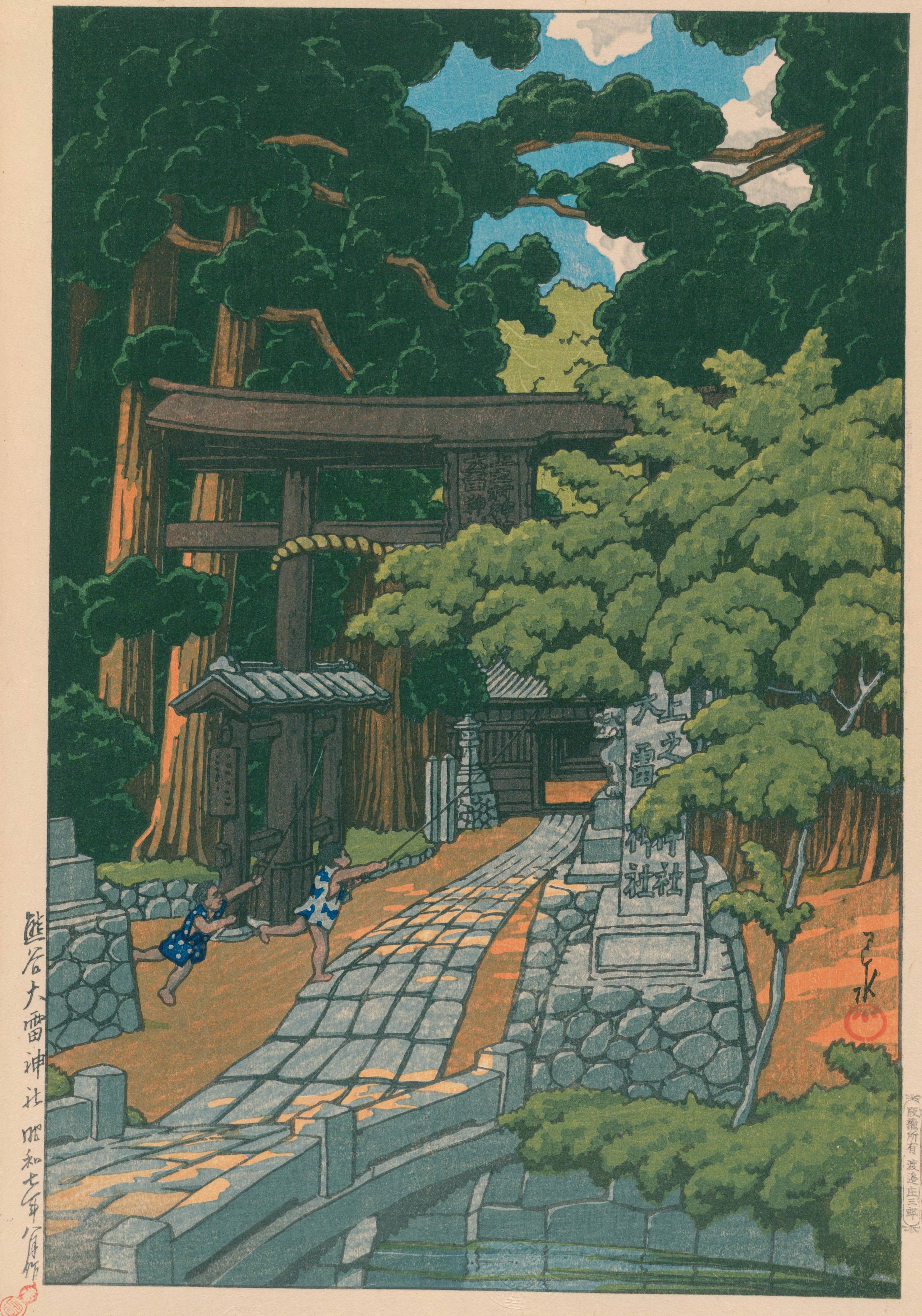
Kawase Hasui Kumagai Dairai schrijn
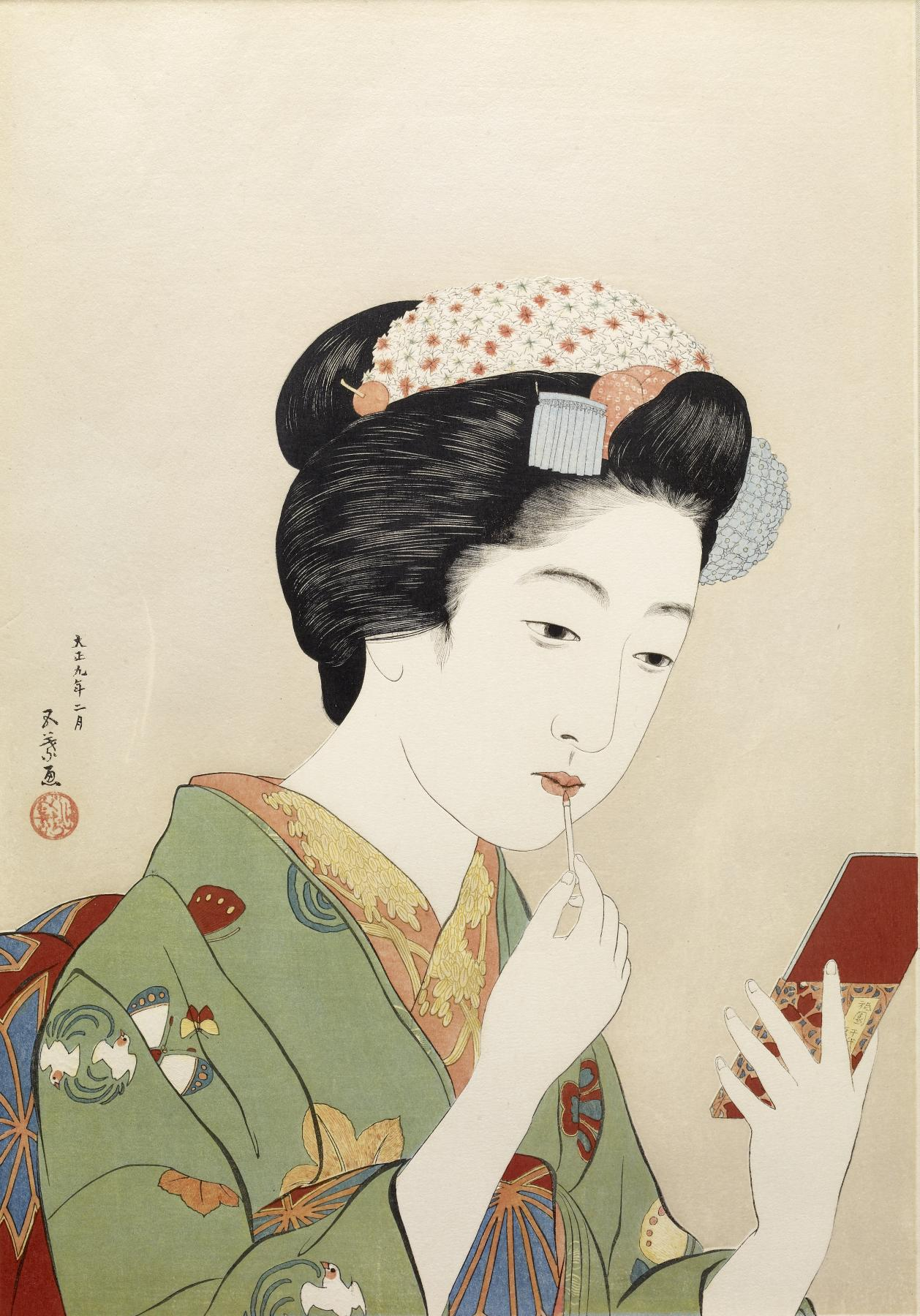
Hashiguchi Goyo Vrouw die kleur op haar lippen aanbrengt
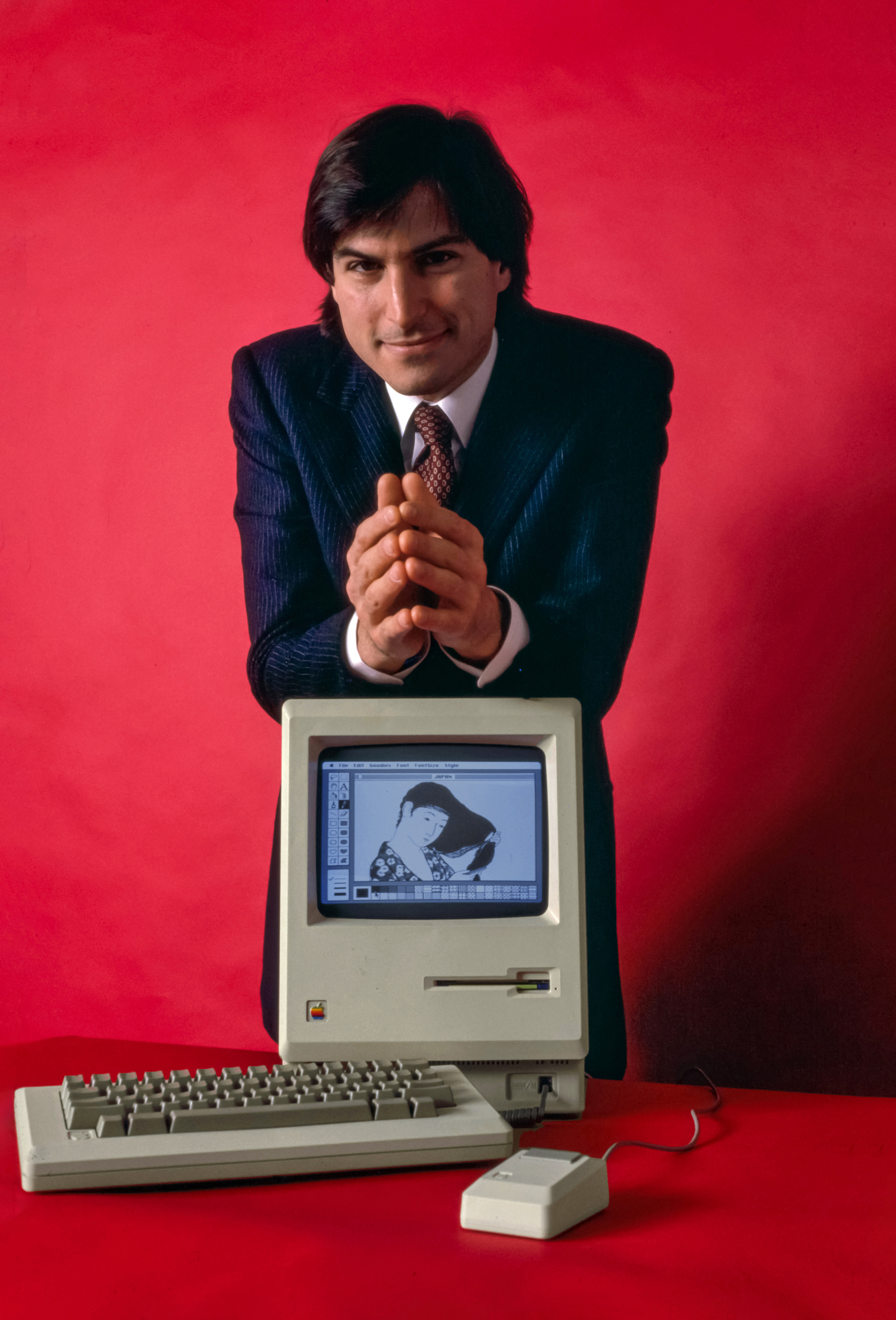
Steve Jobs 1984 met Macintosh computer

- Library of Congress Control Number: sh2006006597
- Nationale Bibliotheek van Israël: 987007532692605171